# گرزنه چاک
گرزنه چاک، روستایی از توابع بخش خورگام شهرستان رودبار در استان گیلان ایران است.

## جمعیت
این روستا در دهستان خورگام قرار دارد و براساس سرشماری مرکز آمار ایران سرشماری عمومی نفوس و مسکن (۱۴۰۱، جمعیت آن۳۰۰ نفر (۵۰
خانوار) بوده‌است. مردم این روستا به زبان تاتی رودباری (دیلمی) سخن می‌رانند. به گفته محققین تات در زبان اهالی گیلان به معنی بومی، روستایی و یکجانشین می‌باشد و منظور از تات همان قوم گیلک است و منظور از زبان تاتی همان زبان گیلکی می‌باشد.